# Створення Бомби (Доктор Хаус)
Створення Бомби (англ. Bombshells) — п'ятнадцята серія сьомого сезону американського серіалу «Доктор Хаус». Вперше була показана на каналі FOX 7 березня 2011 року.
Прокинувшись вранці після дитячої витівки Хауса, Кадді виявляє у себе кров у сечі, а до Хауса потрапляє підліток із кровохарканням. Майже повністю ігноруючи Кадді, Хаус займається своїм пацієнтом, вважаючи, що з нею все гаразд. Після спілкування з підлітком, Тауб дізнається про деякі подробиці життя хлопця, і перед ним постає вибір — чи написати на пацієнта донос у поліцію, чи ні. Так само вибір постає і у Хауса — вікодин чи стосунки з Кадді.

## Сюжет
Кадді прокидається на порожньому ліжку і йде шукати Хауса. Раптом вона відчуває, що хтось хапає її за ногу, але це просто Хаус, який рано встав і сховався під ліжком, щоб налякати її. Їй це весело, і вони починають дружити, але їй потрібно піти пописати. Хаус бере книжку. Кадді кличе його — вона каже, що в її сечі кров.
Хаус супроводжує Кадді до уролога на її обстеження, але бере з собою свою команду, тому що у них є пацієнт, який виплюнув кров під час баскетбольного матчу. Команда починає диференціальний діагноз, і Кадді висилає їх із кімнати. Хаус наказує ним, щоб використати камеру у вигляді таблетки і перевірити наявність ангіодисплазії.
Тауб пояснює пацієнту, що таке камера-таблетка. Пацієнт схуд протягом року, і його батько сказав, що це почалося після того, як він покинув команду з плавання. Пацієнт каже, що кинув, тому що йому довелося вставати занадто рано. Тауб відправляє батьків з кімнати, щоб поговорити з пацієнтом про сексуальну активність, але коли вони виходять, він запитує пацієнта, як довго він займався саморізанням. Пацієнт каже, що шрами на його животі — від падіння зі скейтборду, але Тауб змушує його зізнатися у порушеннях сну, втраті апетиту та відмові від того, що йому раніше подобалося. Він запитує пацієнта, як довго він перебуває в депресії.
Тауб повідомляє, що пацієнт зізнався в депресії та вживанні марихуани. Тауб вважає, що марихуана була насичена токсинами. Хаус замовляє тести на отруєння свинцем і внутрішньовенні рідини.
Хаус приходить до Кадді і починає читати результати її аналізів. Кадді хоче знати, де він їх взяв, але він показує їй чистий аркуш паперу — з її поведінки він зрозумів, що всі аналізи в нормі. Кадді боїться, що кров йде з її нирок, але Хаус звинувачує її в тому, що вона занадто хвилюється, як і її мама. Кадді погоджується, і Хаус пропонує купити їй обід у кафетерії. Однак після його від'їзду Кадді призначає УЗД.
Тауб зізнається пацієнту, що він збрехав своїм батькам і сказав, що вони не мають уявлення про те, як він піддається впливу токсинів. Пацієнт хоче знати, як Тауб зрозумів, що у нього депресія, коли він приховував це від усіх місяцями. Тауб каже йому, що це його робота. Тауб пропонує йому поговорити про це з батьками, але пацієнт каже, що вони будуть звинувачувати себе. Тауб каже йому, що в медичній школі він відчував, що він єдиний, хто не може впоратися з тиском. Каже, що внаслідок цього сам поранився. Однак незабаром Тауб помічає червоні плями на склері пацієнта, яких раніше не було.
Вілсон робить Кадді УЗД. Вона бачить, як Вілсон хвилюється, і запитує його, що він бачить. Він каже, що на її нирці є утворення.
Симптоми у пацієнта вказують на проблеми зі згортанням крові. Однак Чейз вважає, що це інфекція. Хаус погоджується і призначає пацієнту антибіотики.
Хаус знаходить Кадді з адвокатом, який складає її заповіт. Він каже їй, що їй слід зробити біопсію, але вона каже, що це заплановано на наступний день. Хаус знає, що може запросити когось зробити їй біопсію прямо зараз. Вона каже, що не може посунути інших пацієнтів з графіка. Хаус каже, що вона важливіша, але вона заперечує, що він сказав, що вона не хвора. Він погоджується кинути це.
У кімнаті хворого знаходиться підліток і він чимось злий. Тауб запитує його про це, і виявляється, що пацієнт продав підлітку якісь ліки. Підліток заплатив, але пацієнтці стало погано перед пологами. Тауб дає йому 80 доларів, щоб він повернув підлітку.
Кадді зустрічається зі своєю сестрою Джулією, яка погоджується виступити опікуном Рейчел, якщо Кадді помре. Джулія дивується, чому Кадді не запитала Хауса, і вона нагадує їй, що вони зустрічаються лише кілька місяців. Джулія нагадує Кадді, що вона говорила з нею про Хауса протягом десяти років, хоча б для того, щоб сказати їй, як вона іноді хоче розбити йому рота. Кадді каже їй, що люди змінюються.
Сцена переходить до пародії на фільм Два з половиною чоловіки, де Вілсон грає роль Алана, а Хаус — Чарлі. У дверях з'являється восьмирічна Рейчел з поліцейським. Вілсон лає її за запізнення, але вона звинувачує поліцейського в тому, що він не проїхав на червоне світло. Коп дивується, звідки Рейчел взяла свою нецензурну мову, і Хаус заходить. Він заперечує, що зробив щось погане. Рейчел крала в магазині. Хаус каже поліцейському, що мама Рейчел померла, а Рейчел є його «улюбленим списанням податків». Він запевняє поліцейського, що це більше не повториться, тому що Рейчел не спіймають. Він дає п'ятірку Рейчел. Вони всі обіймаються.
Кадді прокидається від кошмару.
Мастерс задоволена, що Тауб повірив пацієнту. Пацієнт виходить із ванної та каже лікарям, що в його сечі кров.
Кров виключає інфекцію та вказує на проблему з нирками. Однак Чейз зазначає, що пухлина в нирках не може пояснити кашель або кров у його очах. Нарешті Чейз зрозумів, що Хаус говорить про Кадді, у якої справді є пухлина в нирках. Форман запевняє Хауса, що результат біопсії Кадді скоро буде. Тауб припускає, що пацієнт вживає героїн, але симптомів відміни немає. Хаус підтримує ідею Чейза щодо антифосфоліпідного синдрому. Він призначає плазмаферез. Він також дозволяє Таубу провести обстеження домівки пацієнта.
Хаус дивується, чому Вілсон не з Кадді, складаючи їй компанію перед її біопсією. Вілсон думає, що він хвилюється, але Хаус вважає, що він лише погіршить самопочуття Кадді, оскільки він погано спілкується. Вілсон каже йому тренуватися. Хаус каже, що він буде поруч з нею, коли виникне про що хвилюватися, але Вілсон каже йому, що він повинен бути поруч лише тому, що Кадді хвилюється, навіть якщо хвилюватися нема про що. Хаус погоджується, але посилає Чейза скласти компанію Кадді. Чейз пропонує прочитати перше послання до Коринтян, але Кадді вказує, що це з Нового Заповіту, а вона єврейка. Чейз каже їй, що не знає, що вона втрачає. Чейз запевняє Кадді, що Хаус з'явиться. Кадді каже Чейзу, що він не може в це повірити, але вона сподівається, що Хаус теж з'явиться. Вона вважає іронією, що Хаус зазвичай не міг пройти 15 хвилин, щоб не потурбувати її, а тепер він боїться заходити в ту саму кімнату. Чейз все одно цитує Біблію «Любов на все сподівається».
Форман і Тауб проводять обстеження середовища проживання пацієнта, і Форман запитує, чому Тауб цікавиться пацієнтом. Форман вважає, що Тауб вважає, що допомога пацієнту покращить його власне життя. Форман отримує дзвінок про те, що пацієнт повністю втратив відчуття правої руки. Він збирається йти, але Тауб знаходить щоденник, наповнений жорстокими образами.
Сцена зміщується до того, що здається лікарнею в руїнах, де Хаус шукає Чейза, щоб побачити, як там Кадді. Він знаходить Чейза, який перетворився на зомбі, і нападає на нього. Хаусу вдається відбити його своєю тростиною, яку він потім перетворює на сокиру, щоб обезголовити його. Він чує, як Кадді кричить про допомогу. Тростина перетворюється на дробовик, який використовується для розстрілу зомбі Тауба та зомбі-майстрів. Однак нарешті він повертається обличчям до зомбі Формана, який отримує три постріли в груди. Потім тростина перетворюється на потужний ліхтарик, який Хаус використовує, щоб шукати Кадді в руїнах. Він бачить, як Кадді їдять зомбі, але потім прокидається від кошмару. Мастерс і Чейз запитують його, чи він у порядку. Каже, що спав.
Параліч руки під час прийому стероїдів виключає аутоімунне захворювання. Хаус з'ясовує, як Кадді приховала від нього результати своєї біопсії. Форман пропонує зробити ангіографію, щоб виявити згортання. Нарешті вони привертають увагу Хауса, і він погоджується на ангіографію. Він каже Мастерс переглянути всі останні біопсії, щоб знайти результати Кадді.
Тауб стурбований образами насильства, але Чейз каже, що фантазування про вбивство людей є нормальною поведінкою підлітка. Навіть Мастерс каже, що вона фантазувала про катування своїх однокласників і Хауса. Тауб погоджується, що це може бути неважливим, але Чейз починає думати — він пам'ятає, що хтось справді застрелив Хауса.
Вілсон знаходить Хауса, який ховається, і каже йому, що він повинен бути з Кадді. Хаус каже, що Чейз чудово впорався зі своєю роботою, а Кадді в порядку. Мастерс вривається. Коли Вілсон збирається піти, він каже Хаусу не псувати справи. Мастерс каже йому, що вона з'ясувала, яка біопсія була зроблена Кадді, але це було безрезультатно, оскільки утворення було в центрі її нирки, і вони не змогли отримати належний зразок. Хаус розуміє, що його доведеться видалити хірургічним шляхом. Мастерс розповідає Хаусу, що зараз вони роблять візуалізацію.
Форман повертається додому та знаходить Хауса у своїй квартирі, який грає у відеоігри. Він розповідає Хаусу, що вони знайшли тромб в одній із черепних артерій пацієнта, і йому почали давати препарати для розрідження крові. Форман каже Хаусу те саме, що й Вілсону — навіть якщо Хаус вважає, що він не буде хорошим товаришем для Кадді, буде ще гірше, якщо його не буде. Потім він сідає і починає грати з ним у відеоігри.
Сцена переходить до ситкому 50-х років. Хаус приготував обід і завчасно вилікував усіх своїх пацієнтів, щоб він міг провести час з Рейчел. Рейчел хвалиться, що отримала 100 % на іспиті з орфографії, а також успішно склала вступний іспит до юридичної школи. Хаус каже Кадді, що він навчався з Рейчел, і це мало бути сюрпризом. Вілсон з'являється з тортом до 29-річчя Кадді. Вона розуміє, що щось не так, і прокидається. Вона чує, як хтось стукає в її двері — це Вілсон із її зображенням. Вона дзвонить Хаусу. Форман запитує, в чому проблема. Хаус розповідає йому, що показує сканування, і Форман розуміє, що це вказує на метастази раку нирки. Хаус розуміє, що стан смертельний.
У відео показаний пацієнт, який скаржиться на те, що ремені безпеки тримають ідіотів живими, уповільнюючи прогрес еволюції. Потім він запускає невелику трубчасту бомбу. Тауб хоче розповісти поліції про відео, але Форман і Чейз нагадують йому, що він викрав відео з флешки пацієнта в його будинку. Мастерс приходить, щоб сказати їм, що пацієнт погано реагує на препарати для розрідження крові, і шкода незабаром буде незворотною. Вони розуміють, що, можливо, доведеться видалити тромб хірургічним шляхом. Форман вважає, що Хаус із Кадді, але Мастерс щойно розмовляв із Кадді, і вона не знає, де Хаус.
Форман йде в офіс Вілсона, шукаючи Хауса. Вілсон каже, що він хвилюється за Хауса, але Кадді — його пацієнтка, і якщо він піде за Хаусом, то все буде про нього, а не про Кадді. Він каже Форману, що Кадді думає, що Хаус все одно з'явиться.
Вони пояснюють батькам процедуру видалення тромбу. Він також розповідає їм про труби-бомби та погрози. Мати каже, що пацієнт ніколи нікому не скривдить, а батько переживає, що його виключать, якщо це стане відомо. Він каже Таубу зосередитися на тому, щоб зберегти пацієнта живим.
Тауб і Мастерс обговорюють дилему Тауба. Мастерс запевняє, що підлітки рідко виконують погрози. Потім вона каже йому, що якщо його власний погляд на цю частину його життя спотворений, він, ймовірно, буде занадто опікуватись. Коли Тауб каже їй, що вона погано дає поради, вона каже йому звинувачувати статистику, а не статистика.
Форман і Чейз знаходять тромб. Однак коли його намагаються видалити, він одразу розпадається.
Хаус і Кадді стикаються з усією болівійською армією в останній сцені з «Бутча Кессіді та Санденса Кіда». Вони говорять про те, щоб піти в австралійський караоке-бар. Кадді розуміє, що вона уві сні. Вона сподівалася, що Хаус зрозуміє, як з цим впоратися, але він не може, тому що він ще дитина. Він каже, що може змінитися, але може бути надто пізно. Кадді вибігає зі зброєю, але прокидається, розуміє, що Хауса немає з нею.
Однак коли вона прокидається, то бачить Хауса, який чекає біля кімнати. Він просить вибачення, що його немає. Вона каже, що знала, що він прийде.
Команді цікаво, що це було, що здавалося тромбом. Зараз у пацієнта відмовляє печінка, прогнозують, що він не протримається більше доби. Мастерс пропонує зв'язатися з Хаусом, але Чейз каже, що він зайнятий. Хаус із Кадді. Мастерс каже, що Хаус не може допомогти Кадді, але інші ігнорують її.
Хаус каже Кадді, що якщо вона не переживе операції, він більше ні з ким не спатиме протягом місяця. Вона каже йому, щоб це було два місяці. Він називає її стервом, і вона посміхається, коли її везуть на операцію.
Команда обговорює диференціальний діганоз. Хірургічна бригада готує Кадді до операції. Вона бачить Хауса в кімнаті спостереження перед тим, як їй введуть наркоз.
Коли Кадді занурюється в сон, з'являється варіант Хауса чи Мастер-хаусу, який сидить на сходах, одягнений у вбрання, яке, здається, є поєднанням капітана та фокусника кабаре, а Хаус також носить рвані білі рукавички, а також підводку для очей та коли він починає співати, різні танцюристи за ним також починають танцювати.
По мірі того, як номер прогресує, Кадді теж приєднується, але незабаром вона опиняється сама на каталці. Вона приходить до тями, побачивши Хауса. Він каже їй, що в жодного з них немає раку — пухлина була доброякісною. Утворення в її легенях були просто алергічною реакцією на антибіотики, які їй давали, коли вважали, що у неї інфекція сечовивідних шляхів. Хаус дарує їй пухлину. Кадді починає відкриватися Хаусу. Вона боїться багатьох речей, які їй вдається приховати, але коли це сталося, усі її страхи вийшли назовні. Однак вона дивиться на Хауса і розуміє, що він зрозумів, що не так з його пацієнтом. Вона каже йому йти.
Хаус каже своїй команді відмовитися від усіх ліків пацієнта. У пацієнта проста стафілококова інфекція. Батьки протестують, що вони його від цього лікували і йому не стало краще. Хаус каже їм, що антибіотики вбивали бактерії лише на відкритому повітрі та випустили цілу купу інших бактерій, які ховалися. Мастерс розуміє, що Хаус говорить про абсцес. Вони просто повинні знайти його. Тауб усвідомлює, що якщо шрами на його животі є шматочками бомб, які він підриває, пластик, який він використовував, не буде видно на сканах, але стане ідеальним середовищем для розмноження бактерій. Коли вони лікували його антибіотиками, шматки абсцесу відривалися, осідали в нирках, печінці та мозку й виглядали як згустки. Йому просто потрібна була операція, щоб видалити шматочки пластику.
Джулія годує Кадді вдома. Джулія обіцяє не розповідати їхній матері про свою операцію, щоб вона не прийшла. Вона також каже Кадді, що перенесла снодійне назад у аптечку, тому що Рейчел помилково сприймає їх як «цукерки». Тоді Кадді усвідомлює доречність того, що Хаус їсть цукерку в обох своїх снах, про що вона згадувала раніше. Вона розуміє, що її підсвідомість намагалася сказати їй, що Хаус приймав вікодин, коли вона була в лікарні.
Кадді йде на допит до Хауса щодо того, чи приймав він вікодин до того, як прийшов до неї в лікарню, і чи його забили камінням, коли він з'явився. Хаус визнає це, але каже їй, що це був лише один раз, і він більше не прийматиме вікодин. Однак Кадді вважає, що він використовував вікодин, щоб уникнути болю, як і у всьому іншому, що він робить. Вона каже йому, що якщо ти дбаєш про людей, тобі не уникнути болю. Вона каже, що він насправді не був з нею, і він каже їй, що хотів бути, але вона відповідає, що цього недостатньо. Він каже, що може стати кращим у майбутньому, але Кадді не думає, що він зможе. Він просить її не залишати його, але вона йде геть.
Тауб кидає в поштову скриньку пакунок, адресований поліції Трентона.
Потім Кадді співчуває Джулії, а Хаус у своїй ванній кімнаті з двома таблетками вікодина в руках. Він швидко їх ковтає.

## Остаточний діагноз в серії
Остаточний діагноз —Кадді — онкоцитома; підліток — стафілокок через попадання в організм осколків пластикової труби, що утворилися внаслідок вибуху.